# 梁成 (元朝)
梁成，蒙古帝国将领，襄陵（今山西省襄汾县西北）人。
梁成性刚勇。国王孛鲁选善于骑射之人，梁成中选为偏将，跟随孛鲁攻克益都（今山东省青州市）。又参与攻打金朝河南，授广威将军、都元帅，赐金符。去世。其子梁正祖，以质子的身份征西域，每战先登，不避矢石，授为武略将军，充千户，赐虎符。攻克也里城（今阿富汗赫拉特），在军中死去。其子梁乞住，袭父为千户。